# Sassey-sur-Meuse
Sassey-sur-Meuse é uma comuna francesa na região administrativa de Grande Leste, no departamento de Meuse. Estende-se por uma área de 4,33 km². Em 2010 a comuna tinha 96 habitantes (densidade: 22,2 hab./km²).